# Виброэякуляция
Виброэякуляция — метод получения спермы путём механической вибрации в области головки полового члена. Данный метод получения спермы описан в 1965 году и получил признание специалистов.

## Процедура
Одним из методов полового члена является использование специализированных устройств, которые размещаются вокруг головки полового члена для её стимуляции вибрацией. В качестве альтернативы применяются мощные wand-вибраторы (разновидность секс-игрушек).
В основу виброэякулятора положен традиционный электрический вибрационный прибор для массажа с семяприёмником и навинчивающейся специальной воронкой, в которую помещают обнажённую головку полового члена для механической стимуляции. Сеанс может дополняться созерцанием эротических изображений для скорейшего появления эрекции и эякуляции. В среднем через 2-7 мин происходит эякуляция, сперма через отверстие в воронке стекает на дно стаканчика. Полученная таким образом сперма не отличается от спермы, полученной другими методами.

## Применение
Виброэякуляция используется для получения спермы, когда традиционная мастурбация оказывается неприемлемой из-за отсутствия навыков, отказа от неэстетической процедуры, отсутствия эрекции в непривычной обстановке и т. д. Метод полезен и при лечении некоторых разновидностей анэякуляторного синдрома, когда только сеансы виброэякуляции головки полового члена дают пациенту возможность добиться в бодрствующем состоянии эякуляции, абсолютно невозможной до этого при прочих формах половой стимуляции.